# Chlotrudis Awards/Bestes Szenenbild
Seit 2010 wird bei den Chlotrudis Awards das Beste Szenenbild (Best Production Design) ausgezeichnet. Die ersten beiden Jahre wurde der Film prämiert, seit 2012 geht der Preis direkt an den Produktionsdesigner.

## Ausgezeichnete Szenenbilder
| Jahr | Film                                            | Weitere Nominierte |
| ---- | ----------------------------------------------- | --- |
| 2010 | A Single Man                                    | Moon Ich & Orson Welles Sita sings the Blues Die Strände von Agnès |
| 2011 | Ich bin die Liebe – I Am Love                   | Bunny and the Bull The King’s Speech Micmacs – Uns gehört Paris! Das Geheimnis von Kells Winter’s Bone |
| 2012 | Laurence Bennett für The Artist                 | Eduardo Hidalgo hijo für Mad Circus – Eine Ballade von Liebe und Tod Jacques Arhex für L’Illusionniste Jette Lehmann für Melancholia Anne Seibel für Midnight in Paris Yuji Hayashida für 13 Assassins                                     |
| 2013 | Alex DiGerlando für Beasts of the Southern Wild | Sarah Greenwood für Anna Karenina Florian Sanson für Holy Motors Ricardo Alms für Keyhole Adam Stockhausen für Moonrise Kingdom |
| 2014 | Alain Bainée für Blancanieves                   | Benoît Barouh für Renoir Jennifer Kernke für Berberian Sound Studio Estefania Larrain für No! Lucio Seixas für Mother of George |
| 2015 | Marco Bittner Rosser für Only Lovers Left Alive | David Crank für The Double Adam Stockhausen für Grand Budapest Hotel Suzie Davies für Mr. Turner – Meister des Lichts Ondrej Nekvasil für Snowpiercer Johanna Bourson für Der Tod weint rote Tränen                                        |
| 2016 | Pater Sparrow für The Duke of Burgundy          | François Séguin für Brooklyn – Eine Liebe zwischen zwei Welten Judy Becker für Carol Roy Andersson für Eine Taube sitzt auf einem Zweig und denkt über das Leben nach Wen-Ying Huang für The Assassin                                      |
| 2017 | Ryu Seong-hee für Die Taschendiebin             | Akekarat Homlaor für Cemetery of Splendour Mark Tildesley für High-Rise Antxón Gómez für Julieta Anna Rackard für Love & Friendship Attila Egry für Mikro & Sprit                                                                          |
| 2018 | John Sumner und Trisha Gum für Dave Made a Maze | Samuel Deshors für Call Me by Your Name Michel Barthélémy für Frantz Paul D. Austerberry für Shape of Water – Das Flüstern des Wassers Mark Friedberg für Wonderstruck                                                                     |
| 2019 | Eugenio Caballero für Roma                      | Charlotte Royer für Madeline’s Madeline Inbal Weinberg für Suspiria Jess Gonchor für The Ballad of Buster Scruggs Jane Musky für The Seagull – Eine unerhörte Liebe                                                                        |
| 2020 | Horace Ma für Shadow                            | Paki Smith für Das blutrote Kleid Jona Tochet für The Last Black Man in San Francisco Craig Lathrop für Der Leuchtturm Lee Ha-joon für Parasite                                                                                            |
| 2021 | Sergey Ivanov für Bohnenstange                  | Anthony Gasparro für First Cow Molly Hughes und Merissa Lombardo für I’m Thinking of Ending Things Thomas Grézaud für Porträt einer jungen Frau in Flammen Julien Tremblay für The Twentieth Century Adam Dietrich für Die Weite der Nacht |